# 권영세 (1953년)
권영세(權寧世, 1953년 2월 13일~)는 대한민국의 공무원, 정치인이다. 제28·29·30대 경상북도 안동시장(2010~2022)을 지냈다.

## 학력
- 1971년 경북고등학교 졸업
- 1976년 영남대학교 법학 학사
- 1978년 경북대학교 대학원 법학 석사과정 수료

## 경력
- 1977년: 행정고시 21회 합격
- 1978~1982: 경북 월성군(현.경주시)청 근무
- 1982~1990: 경북도청 송무·상공·교육원·기획계장
- 1990.05: 경북도청 기획계장,법무담당관
- 1991.05~1994.05: 내무부 지방행정국, 지방기획국 지방기획과
- 1994.05.10~1994.12.31: 제41대 영양군수
- 1995.01~1995.07: 지방행정연수원 교수부 교육1과장
- 1995.09~1999.05: 대통령비서실(행정수석실,정무수석실)
- 1999.05~2002.07.31: 경북 안동시청 부시장(부이사관)
- 2002.08.01~2004.05.31: 행정자치부 문화시민운동중앙협의회 운영국장
- 2004.06.01~2006.08.31: 소방방재청 정책홍보본부장(이사관)
- 2006.09.01~2009.12.18: 대구시청 행정부시장(관리관)
- 2011.01~: 적십자 안동시 명예회장
- 2010.07.01~2022.06.30: 제28·29·30대 경상북도 안동시장(3선)
- 한국국학진흥원 이사(당연직)

## 역대 선거 결과
|  | 58.15% |

|  | 52.68% |

|  | 34.15% |